# 司马亮
汝南王司馬亮（？—291年7月26日）字子翼，晉宣帝司馬懿第三子，母伏夫人，景帝司馬師、文帝司馬昭之異母弟、武帝司馬炎之叔。是西晉八王之亂中首位登場的王。

## 生平
生年不詳，僅可知介於司馬昭與司馬伷之間（212年－226年）。

### 早年
少年時清警而有才用，曹魏時爲散騎侍郎、萬歲亭侯，拜東中郎將，進封廣陽鄉侯。討伐諸葛誕于壽春、失利而遭免官。其後又拜左將軍，加散騎常侍、假節，出監豫州諸軍事。五等爵制度建立后，再改封祁陽伯，轉鎮西將軍。
晉武帝踐阼，封司馬亮為扶風郡王，食邑萬戶，置骑司马，增参军掾属，都督關中雍、凉諸軍事。
當秦州刺史胡烈爲羌虜所害，司馬亮遣將軍劉旗、騎督敬琰赴救卻不進軍，司馬亮被貶爲平西將軍。劉旗罪當斬首，司馬亮與軍司曹冏上言，節度之咎由司馬亮而出，乞免劉旗死罪。晉武帝遂下詔罷免司馬亮之官職。不久再拜為撫軍將軍。同年，吳將步闡來降，假司馬亮節都督諸軍事以納步闡之降、再加侍中之職務。
咸寧元年（275年），司马亮把扶风池阳的四千一百户食邑作为母亲伏太妃的汤沐邑，设置家令丞仆，后来改用南郡枝江县为食邑。伏太妃曾经患有小病，在洛水祭祀，由司马亮兄弟三人陪侍，都持节鼓吹，显赫于洛水之滨。晋武帝登上陵云台望见，说：“伏妃可以说是富贵了。”同年进号卫将军，加侍中。当时宗室殷盛，无人统摄，晋武帝便以司马亮为宗师，其余官职如故，让他训导观察宗室的行为，小事纠正，大事奏明。
咸寧三年（277年），司馬亮徙封汝南，出爲鎮南大將軍、都督豫州軍事。不久武帝又征司馬亮爲侍中、撫軍大將軍，領後軍將軍，統冠軍、步兵、射聲、長水等營。其後再遷太尉、錄尚書事、領太子太傅，侍中如故。

### 晚年
到武帝身患重病（290年），国丈车骑将军楊駿安排司馬亮爲侍中、大司馬、假黃鉞、大都督、督豫州諸軍事，出鎮許昌。再封司馬亮子司馬羕爲西陽公。司馬亮尚未出發，晉武帝又下了詔書，存放在中書省，詔書中依托汝南王司馬亮及外戚楊駿共同輔政晉惠帝。楊駿懼怕失勢，曾經從中書省借出詔書，看後不歸還。中書監華廙恐懼，還親自向楊駿索取詔書，但楊駿始終不還。晉武帝駕崩，司馬亮懼楊駿懷疑，推辭有疾不入皇宮，只於大司馬門外叙哀。
楊駿欲討伐司馬亮，司馬亮问计于廷尉何勖，何勖和其他人都指出朝廷归心于司马亮，建议司马亮起兵入宫讨伐杨骏。司马亮不肯，趁夜馳赴許昌，才得幸免於難。
司马亮就藩后，皇后賈南風派殿中中郎李肇联络司马亮起兵讨伐杨骏，司马亮认为杨骏会自取灭亡，没有响应。出镇荆州的皇弟楚王司马玮则被李肇说服，自请回京，并协助贾南风诛杀杨骏。晉惠帝下詔以司馬亮出任太宰、錄尚書事與太保衛瓘共掌朝政。
司马亮对参与诛杀杨骏的人论功行赏，将督将一千八十一人封侯。御史中丞傅咸写信认为不妥，说司马亮此次封赏自古未有，众人无功受赏，人们将庆幸国家有祸。傅咸见司马亮专权，又劝谏说天下不满杨骏委任亲戚，司马亮应该反其道而行，但如今司马亮的家门街道却被冠盖车马填塞，应该有所节制；司马亮的女婿夏侯骏无功而被擢为少府，被认为是姻亲之故，流传出去没有好处。司马亮都不听。
司馬瑋有功勛而又好立威，司馬亮憚忌他，意欲奪其兵權。及後賈皇后指使晉惠帝下手詔給司馬瑋，令他宣佈司馬亮與衛瓘圖謀不軌，将二人罢官，但没有提到诛杀二人。司馬瑋率軍包圍二人府第，司馬亮認為自己一片丹心，不抵抗。
司马亮坐在车下，还有人给他扇风。直到中午，眾兵不敢殺之。司馬瑋下令，“能斬亮者，賞布千匹。”才有人殺了司馬亮。衛瓘也在這場政變中被殺。
贾南风担心承认是自己下令诛杀二人会引发动荡，次日宣布司马玮矫诏将其诛杀，追封司馬亮爵位為汝南文成王。

## 家族成员
司马亮有五子：司马粹（先司马亮死）、司马矩、司马羕、司马宗、司马熙。女嫁裴舆、夏侯骏。西晋灭亡后“五马渡江”中的三人为司马亮一脉，即孙子司马祐和儿子司马羕、司马宗。

### 司馬矩系
- 次子司马矩身为汝南王世子，与父一同被杀，其子司马祐继承汝南王爵。
- 司马祐死於326年，由子司馬統。後來有子司馬羲繼嗣。
- 司馬羲，由司馬遵之繼嗣。
- 司馬遵之，有弟司馬楷之。死後由司馬楷之子司馬蓮扶繼嗣。

### 司馬羕系
- 司馬播，司馬羕子，與司馬羕一同被賜死。
- 司馬充，司馬羕子，與司馬羕一同被賜死。
- 司馬悝，司馬羕子，元帝時封梁王，並過繼作為梁王司馬肜後嗣。
- 司馬崧，司馬播子，與司馬羕一同被賜死。
- 司馬珉，司馬羕孫，繼嗣司馬羕；奉車都尉、奉朝請。

### 司馬宗系
- 司馬綽，司马宗子，繼嗣司马宗；曾被廢庶人，後來為奉車都尉、奉朝請。
- 司馬超，司马宗子，曾被廢庶人。
- 司馬演，司马宗子，曾被廢庶人。
- 司馬柔之，司馬宗孫，出繼齊王司馬冏。

## 延伸阅读
[在维基数据编辑]
 《晉書·卷059》，出自房玄齡《晉書》